# Pontiac G5
Der Pontiac G5 ist ein Pkw, der Ende 2004 unter der Bezeichnung Pontiac Pursuit in Kanada bzw. Pontiac G4 in Mexiko auf den Markt kam. In den USA wurde er Mitte 2006 unter der Bezeichnung Pontiac G5 eingeführt.
Während dieses Fahrzeug in Kanada und Mexiko sowohl als Coupé als auch als Viertürer (seit 2007 ebenfalls unter der Bezeichnung „G5“) erhältlich war, wurde er in den USA ausschließlich als Coupé angeboten.
Beide Versionen waren entweder mit einem 2,2-l- oder einem 2,4-l-Ecotec-Ottomotor lieferbar. Die Kraftübertragung erfolgt über ein manuelles Fünfgang-Getriebe oder optional über ein Viergang-Automatikgetriebe.

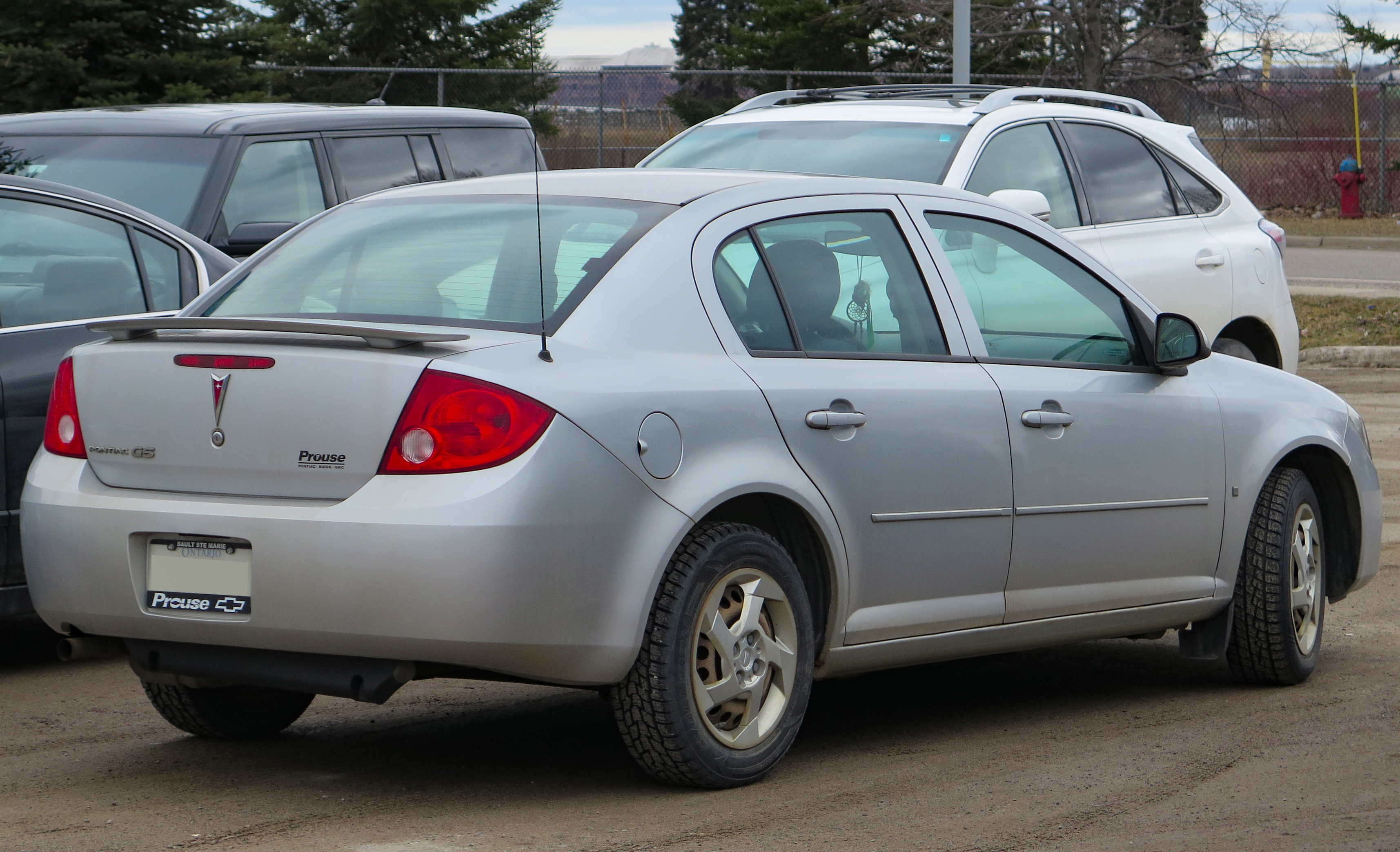
Pontiac G5 Sedan

Die Gewichtsverteilung beim Coupé liegt bei 60:40 und beim Viertürer bei 59:41.

Produziert wurde der G5 im Werk Lordstown, Ohio (USA). Er basiert auf General Motors Delta-Plattform, auf welcher u. a. auch der Chevrolet Cobalt, der Saturn Ion und der europäische Opel Astra H stehen. Der G5 war eines der General-Motors-Modelle, die vom Zündschloss-Debakel betroffen waren.